# Castrejón de Trabancos
Castrejón de Trabancos település Spanyolországban, Valladolid tartományban. Castrejón de Trabancos Alaejos községgel határos. Lakosainak száma 176 fő (2024).

## Népesség
A település népessége az utóbbi években az alábbiak szerint változott:
| Lakosok száma | 258  | 253  | 228  | 222  | 216  | 194  | 178  | 174  | 177  | 176  |
|               | 2001 | 2004 | 2007 | 2009 | 2012 | 2014 | 2017 | 2019 | 2022 | 2024 |